# Ozan Tufan
Ozan Tufan (n. Bursa, Turquia; 23 de març de 1995) és un futbolista turc polifuncional que juga principalment com a pivot, encara que també és usat com a lateral dret, defensa central o interior dret en el Fenerbahçe SK de la Superlliga de Turquia.

## Trajectòria

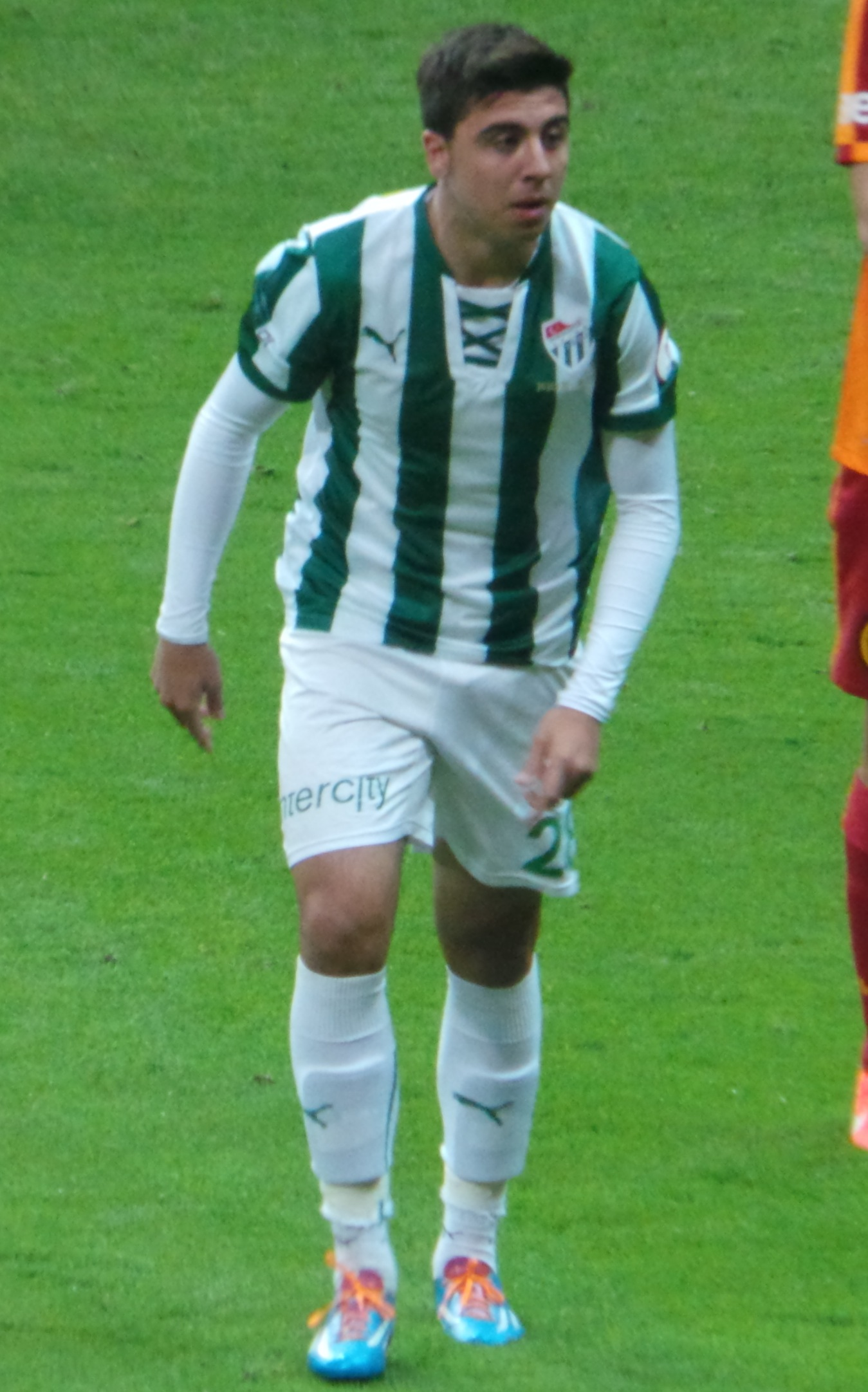
Ozan Tufan a Bursaspor.

### Bursapor
Va debutar com a professional el 9 d'agost de 2012 amb 17 anys, va anar a nivell internacional per l'Europa League 2012-13 contra KuPS Kuopio, va ingressar al minut 63 per Hakan Aslantas i al minut 72 va marcar el seu primer gol, amb el seu tant van tancar el partit 6 a 0.
El 19 de maig de 2013 va debutar en la màxima categoria, en l'últim partit de la Superlliga de la temporada 2012-13, va ingressar al minut 79 per Okan Deniz i van empatar 2 a 2 amb Gençlerbirliği SK. El seu primer gol en la Superlliga va arribar el 7 de desembre de 2014, va ser al minut 73 contra Kasımpaşa i van guanyar 5 a 1.
La temporada 2014-15 es va consolidar en l'equip malgrat la seva joventut, va disputar 32 partits en la Superlliga, tots com a titular, va marcar 3 gols i van acabar en sisena posició, no van aconseguir la classificació a l'Europa League a causa de la diferència de gols amb Trabzonspor. A més va disputar 9 trobades per la Copa de Turquia, van arribar a la final contra Galatasaray però van perdre 3 a 2 amb un hattrick de Burak Yılmaz. A nivell internacional, va disputar dos partits per Europa League contra Chikhura, van empatar 0 a 0 en tots dos però van perdre 4 a 1 per penals i van quedar eliminats. Va ser convocat per a la selecció de Turquia i va aconseguir la confiança de l'entrenador per ser cridat novament.
El 8 d'agost de 2015 va disputar els 90 minuts del partit per la Supercopa de Turquia, novament es va enfrontar al Galatasaray però van perdre 1 a 0 amb una gran actuació de Fernando Muslera, triat com el millor jugador del partit i de la temporada passada.
El 13 d'agost es va concretar el seu fitxatge al Fenerbahçe SK, un dels dos equips més importants del país.

### Fenerbahçe
Va arribar al club turc per a la temporada 2015-16, com a reforç per tornar a guanyar títols després que en la temporada passada no collissin algun.

## Internacional

### Juvenils
Ha estat internacional amb la selecció de Turquia en les categories sub-17, sub-18 i sub-19.

#### Participacions en juvenils
| Competició                               | Seu      | Resultat   | Partits | Gols |
| ---------------------------------------- | -------- | ---------- | ------- | ---- |
| Campionat Europeu de la UEFA Sub-19 2013 | Lituània | Fase final | 3       | 0    |
| Campionat Europeu de la UEFA Sub-19 2014 | Hongria  | Ronda Elit | 3       | 1    |

### Absoluta
Va ser convocat per jugar amb la selecció de Turquia amb 19 anys, va debutar el 25 de maig de 2014 en un partit amistós contra Irlanda, va ingressar al minut 46 per Bilal Kisa i van guanyar 2 a 1. Va demostrar bon nivell i va seguir sent convocat en les següents dates FIFA.
Va marcar el seu primer gol internacional la selecció el 3 de setembre, va ser en un partit amistós contra Dinamarca al minut 92 i gràcies al seu gol van guanyar 2 a 1.

#### Participacions en absoluta
| Competició                        | Seu       | Resultat    | Partits | Gols |
| --------------------------------- | --------- | ----------- | ------- | ---- |
| Classificació per l'Eurocopa 2016 | Sense seu | Classificat | 10      | 0    |
| Eurocopa 2016                     | França    | En disputa  | 3       | 0    |

### Detalls de partits
| 1  | Irlanda                    | 1:2 (0:1) | 25 de maig de 2014     | Dublín · Irlanda          | Amistós                            | -     | 46' per Bilal Kisa       |
| 2  | Hondures                   | 0:2 (0:0) | 29 de maig de 2014     | Washington · Estats Units | Amistós                            | -     | -                        |
| 3  | Estats Units               | 1:2 (0:1) | 1 de juny de 2014      | Harrison · Estats Units   | Amistós                            | -     | -                        |
| 4  | Plantilla:Country data DIN | 1:2 (1:0) | 3 de setembre de 2014  | Odense · Dinamarca        | Amistós                            | 90+2' | 76' per Selçuk İnan      |
| 5  | Islàndia                   | 3:0 (1:0) | 9 de setembre de 2014  | Reykjavík · Islàndia      | Classificació per la Eurocopa 2016 | -     | 65' per Selçuk İnan      |
| 6  | Txèquia                    | 1:2 (1:1) | 10 d'octubre de 2014   | Istanbul · Turquia        | Classificació per la Eurocopa 2016 | -     | -                        |
| 7  | Plantilla:Country data LET | 1:1 (0:0) | 13 d'octubre de 2014   | Riga Plantilla:LET        | Classificació per la Eurocopa 2016 | -     | -                        |
| 8  | Brasil                     | 0:4 (0:3) | 12 de novembre de 2014 | Istanbul · Turquia        | Amistós                            | -     | -                        |
| 9  | Kazakhstan                 | 3:1 (2:0) | 16 de novembre de 2014 | Istanbul · Turquia        | Classificació per la Eurocopa 2016 | -     | -                        |
| 10 | Països Baixos              | 1:1 (1:0) | 28 de març de 2015     | Amsterdam · Països Baixos | Classificació per la Eurocopa 2016 | -     | -                        |
| 11 | Luxemburg                  | 2:1 (1:1) | 31 de març de 2015     | Luxemburg · Luxemburg     | Amistós                            | -     | -                        |
| 12 | Bulgària                   | 4:0 (0:0) | 8 de juny de 2015      | Istanbul · Turquia        | Amistós                            | -     | 84' per Muhammet Demir   |
| 13 | Kazakhstan                 | 0:1 (0:0) | 12 de juny de 2015     | Almaty · Kazakhstan       | Classificació per la Eurocopa 2016 | -     | 64' per Umut Bulut       |
| 14 | Letònia                    | 1:1 (0:0) | 3 de setembre de 2015  | Konya · Turquia           | Classificació per la Eurocopa 2016 | -     | -                        |
| 15 | Països Baixos              | 3:0 (2:0) | 6 de setembre de 2015  | Konya · Turquia           | Classificació per la Eurocopa 2016 | -     | -                        |
| 16 | Txèquia                    | 0:2 (0:0) | 10 d'octubre de 2015   | Praga · Txèquia           | Classificació per la Eurocopa 2016 | -     | -                        |
| 17 | Islàndia                   | 1:0 (0:0) | 13 d'octubre de 2015   | Konya · Turquia           | Classificació per la Eurocopa 2016 | -     | -                        |
| 18 | Qatar                      | 1:2 (1:0) | 13 de novembre de 2015 | Doha · Qatar              | Amistós                            | -     | -                        |
| 19 | Grècia                     | 0:0       | 17 de novembre de 2015 | Istanbul · Turquia        | Amistós                            | -     | 86' per Alper Potuk      |
| 20 | Suècia                     | 2:1 (1:0) | 24 d'abril de 2016     | Antalya · Turquia         | Amistós                            | -     | 90+4' per Caglar Söyüncü |
| 21 | Àustria                    | 1:2 (1:1) | 29 d'abril de 2016     | Viena · Àustria           | Amistós                            | -     | -                        |
| 22 | Anglaterra                 | 2:1 (1:1) | 22 de maig de 2016     | Manchester · Anglaterra   | Amistós                            | -     | 87' per Mevlüt Erdinç    |
| 23 | Montenegro                 | 1:0 (0:0) | 29 de maig de 2016     | Antalya · Turquia         | Amistós                            | -     | 83' per Alper Potuk      |
| 24 | Eslovènia                  | 0:1 (0:1) | 5 de juny de 2016      | Ljubljana · Eslovènia     | Amistós                            | -     | -                        |
| 25 | Croàcia                    | 0:1 (0:1) | 12 de juny de 2016     | París · França            | Fase de grups Eurocopa 2016        | -     | -                        |
| 26 | Espanya                    | 3:0 (2:0) | 17 de juny de 2016     | Niça · França             | Fase de grups Eurocopa 2016        | -     | -                        |
| 27 | Txèquia                    | 0:2 (0:1) | 21 de juny de 2016     | Lens · França             | Fase de grups Eurocopa 2016        | 65'   | -                        |

## Estadístiques
Actualitzat al 26 de maig de 2016.
Últim partit citat: Galatasaray 1 - 0 Fenerbahçe
| Bursaspor · Turquia | 1a            | 2012/13       | 1  | 0 | 4  | 0 | 1  | 1 | 6   | 1 |
| Bursaspor · Turquia | 1a            | 2013/14       | 8  | 0 | 5  | 0 | 0  | 0 | 13  | 0 |
| Bursaspor · Turquia | 1a            | 2014/15       | 32 | 3 | 12 | 0 | 2  | 0 | 46  | 3 |
| Bursaspor · Turquia | 1a            | 2015/16       | 0  | 0 | 1  | 0 | 0  | 0 | 1   | 0 |
| Bursaspor · Turquia | Total club    | Total club    | 41 | 3 | 22 | 0 | 3  | 1 | 66  | 4 |
| Fenerbahçe SK · Turquia | 1a            | 2015/16       | 26 | 0 | 10 | 0 | 9  | 1 | 45  | 1 |
| Fenerbahçe SK · Turquia | 1a            | 2016/17       | 0  | 0 | 0  | 0 | 0  | 0 | 0   | 0 |
| Fenerbahçe SK · Turquia | Total club    | Total club    | 26 | 0 | 10 | 0 | 9  | 1 | 45  | 1 |
| Total carrera | Total carrera | Total carrera | 67 | 3 | 32 | 0 | 12 | 2 | 111 | 5 |
| (1)Inclosos les dades la Copa de Turquia (2012-13, 2013-14, 2014-15, 2015-16) i la Supercopa de Turquia (2015/16) (2)Inclosos les dades la Europa League (2012-13, 2014-15) i la Champions League (2015-16) |               |               |    |   |    |   |    |   |     |   |